# Sophronios II. von Jerusalem
Sophronios II. (bl. um 1050) war orthodoxer Patriarch von Jerusalem, der Tradition zufolge von 1040 bis 1059.
Er wurde erwähnt von Ingulf, einem englischen Abt, der ihn besuchte und seine Ehrwürdigkeit und Frömmigkeit lobte.